# Geschichte der Juden in Odessa

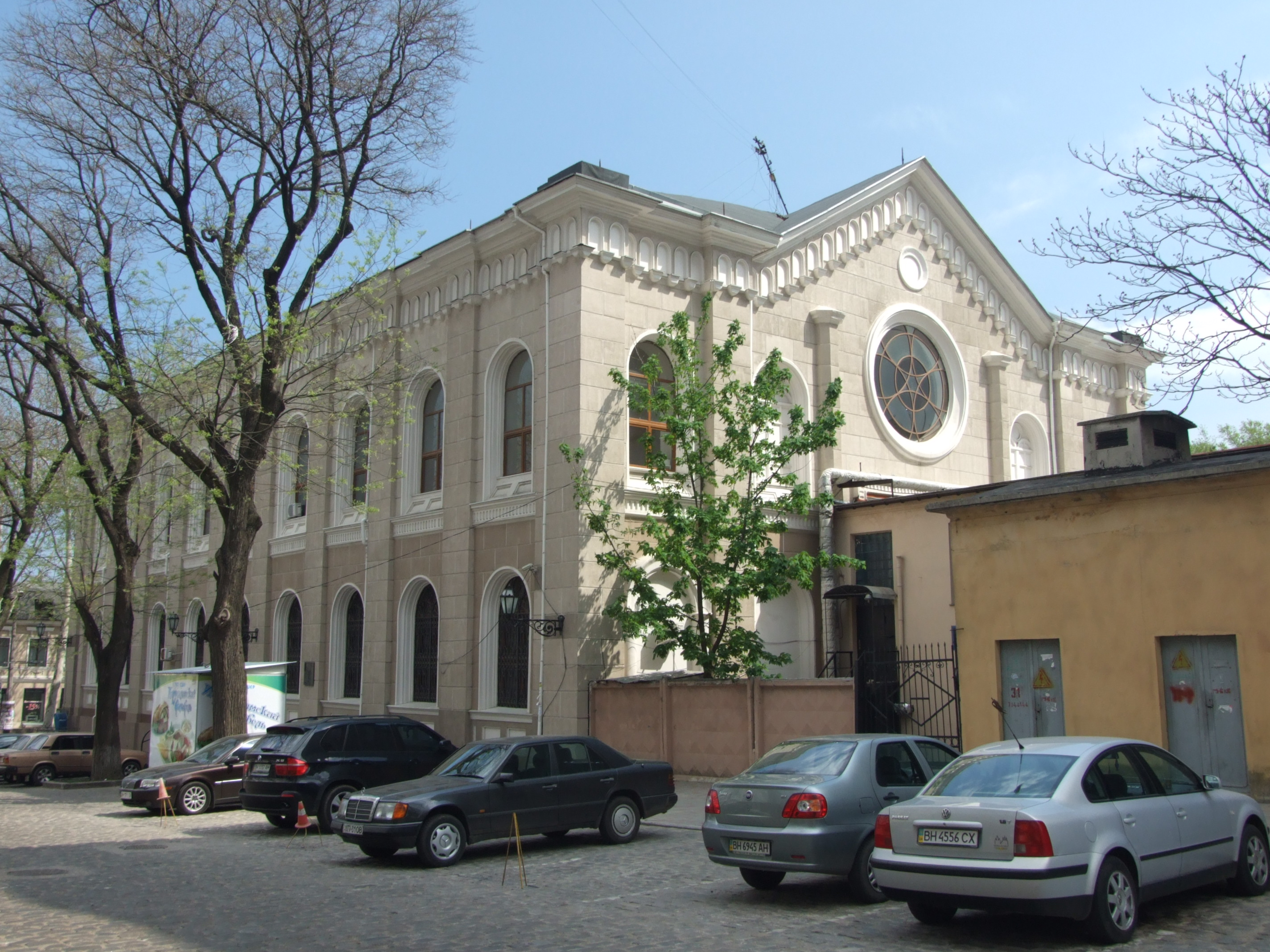
Hauptsynagoge in Odessa

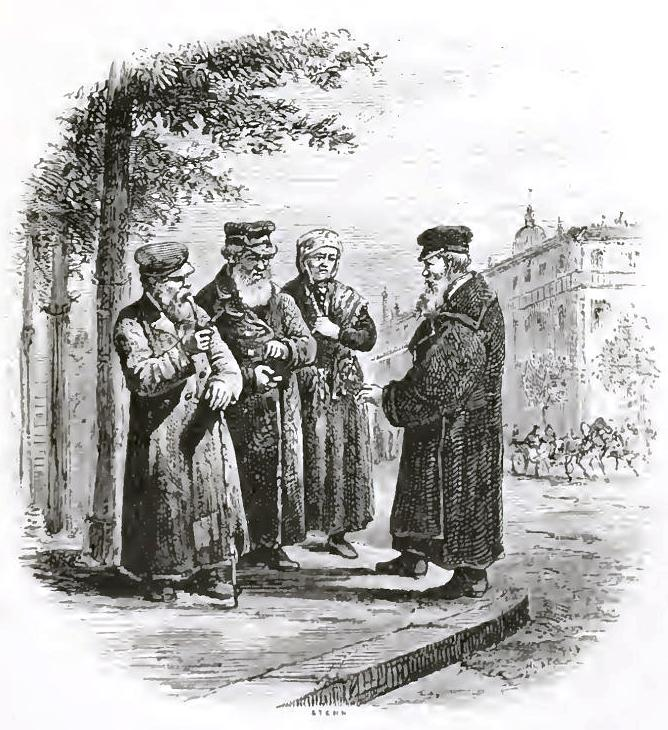
Juden in Odessa 1876

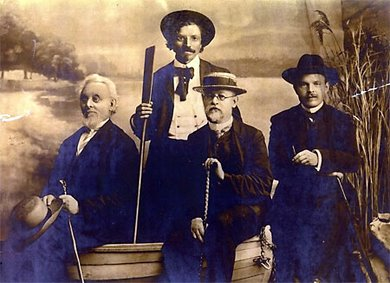
Mendele Moicher Sforim, Scholem Alejchem, Ben-Ami, Chaim Bialik, Odessa 1910

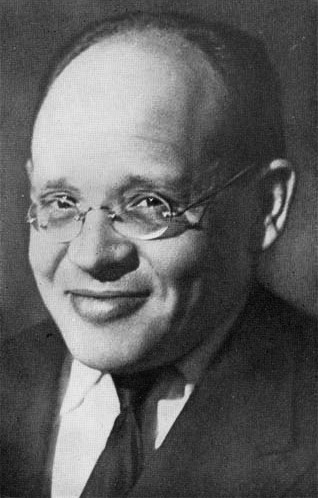
Isaak Babel, Autor der Geschichten aus Odessa

Die Geschichte der Juden in Odessa ist die Beschreibung einer reichhaltigen jüdischen Kultur und vieler tragischer Ereignisse. In Odessa fand 1821 das erste Pogrom der jüngeren europäischen Geschichte statt. Odessa war eines der wichtigsten Zentren jiddischer Kultur in Russland, der Gründungsort der zionistischen Bewegung und ein Zentrum der frühen jüdischen Arbeiterbewegung. Isaak Babel setzte der Stadt mit seinen Geschichten aus Odessa ein bleibendes Denkmal.

## Geschichte

### Anfänge
1794 wurde Odessa auf Erlass von Katharina II. als strategisch wichtige Hafenstadt am Schwarzen Meer gegründet. Die Stadt wurde mit Personen der verschiedensten Nationalitäten wie Russen, Ukrainern, Juden, Griechen und anderen besiedelt. Die Juden waren in Odessa vor allem als Geschäftsleute und Händler tätig. 1798 wurde die erste jüdische Gemeinde in Odessa gegründet und die erste Synagoge erbaut.

### Ausschreitungen 1821
Bei der Beerdigung von Patriarch Gregor V. von Konstantinopel kam es 1821 zu ersten Ausschreitungen gegen Juden in Odessa, bei denen 14 Juden getötet wurden. Akteure waren Griechen und andere Nationalitäten. Die Hintergründe lagen in ethnischen und ökonomischen Rivalitäten zwischen beiden Gruppen. Griechen dominierten in dieser Zeit den Handel und die Verwaltung der Hafenstadt. Sie beschuldigten die jüdische Bevölkerung auch, im griechischen Unabhängigkeitskampf auf der Seite der osmanischen Herrschaft zu stehen.

### Entwicklung
1826 wurde eine jüdische Schule eröffnet. Um 1840 ist ein jiddisches Theater in Odessa erwähnt, eines der ersten überhaupt. Zwischen 1850 und 1855 bekam Odessa mit der Errichtung der Or-Sameach-Synagoge eine Hauptsynagoge. 1859 kam es erneut zu einem Pogrom gegen Juden.

### 1905 bis 1917

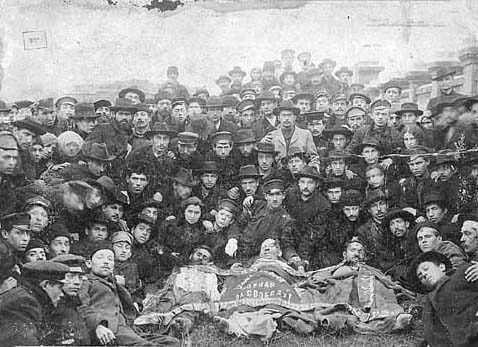
Bundisten mit Toten, Odessa 1905